# Рин-піски
Рин-піски (рос. Рын-пески; каз. Нарын-Құм) — піщана пустеля в Прикаспійській низовині, на заході Казахстану та південному сході Росії на вододілі річок Волги та Уралу.

## Межі
Займає територію площею близько 40 000 км2. Приблизними межами пустелі є на півночі — Приволзька височина, на півдні — Каспійське море, на сході — річка Урал.

## Клімат і мешканці
Вкрита трав'янистою та чагарниковою рослинністю. Оскільки пустеля розташована в зоні сухого континентального клімату, у ній випадає надзвичайно мало опадів. Характерні суховії та пилові бурі, які піднімають у повітря маси пилу та піску, переміщуючи їх на величезні відстані. Так, у 2001 році значна кількість піску була занесена на Балтійське море.
У пустелі мешкають головним чином казахи. Але, з огляду на важкі умови довкілля, там є тільки невеликі, розрізнені поселення. Густина населення від 1 до 7—8 осіб/км².

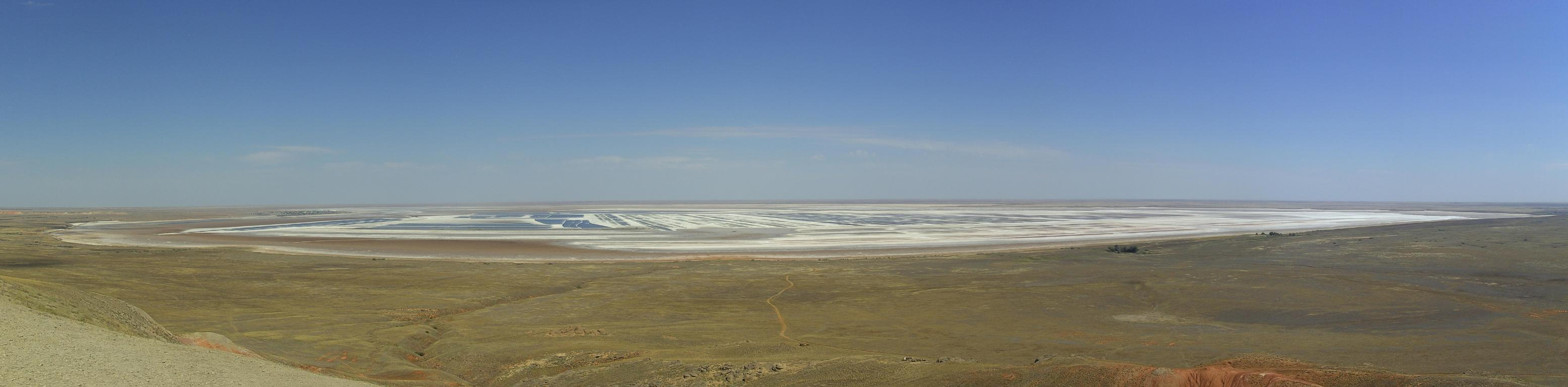
Типовий пейзаж Рин-пісків